# Antikhalkédóni egyházak
Az antikhalkédóni egyházak vagy miafizita egyházak az első három egyetemes zsinatot elismerő egyházak, amelyek önálló identitása 451-től kezdődik. Magukra az „antikhalkedóni” („nem-khalkedóni”) egyházak nevet alkalmazzák, ezzel kifejezve, hogy a negyedik egyetemes zsinatot – I. khalkédóni – nem ismerik el, annak dogmáit az eredeti keresztény tanítással össze nem egyeztethető újításnak tekintik. Önmeghatározásuk szerint ők az egyetemes kereszténység egyetlen legitim örököse, amely egyedüliként őrizte meg Jézus és a 12 apostol tanításait változtatás nélkül.
Valamennyi idetartozó egyház „ortodox egyháznak” is nevezi magát, ezzel fejezve ki, hogy az ő álláspontjuk szerint szakadár khalkedóni ortodox és katolikus egyházakkal szemben ők őrzik az eredeti krisztusi tanítást. Ennek ellenére nem soroljuk őket az ortodox egyházak közé, mivel ortodox névvel az első hét zsinatot elismerő egyházakat szokás nevezni. Az angol nyelvű szakirodalomban elterjedt az Oriental Orthodox elnevezés is, szemben az ortodox egyházakra alkalmazott Eastern Orthodox névvel: magyarul ez az elnevezés nem alkalmazható, mivel magyarul mind az oriental, mind az eastern keletit jelent.
Egyesek monofizita egyházaknak is nevezik őket, ezt a nevet azonban saját maguk nem használják, mert nem tartják magukat monofizitának. A többi keresztény egyháztól eltérő tanításaikat ehelyett helyesebb a miafizitizmus vagy henofizitizmus névvel jelölni.
A miafizitimus álláspontja szerint Krisztus egyetlen személy, melyben az isteni és az emberi jelleg egyetlen természetben van jelen, s az isteni és az emberi egyesülve vannak, különállás és keveredés nélkül.
A miafizitizmus a nesztorianizmus elleni válaszként jött létre. A nesztorianizmus álláspontja szerint ugyanis Krisztusnak két különálló természete van, isteni és emberi.
A khalkedóni zsinat azonban elutasította mind a nesztoriánus, mind a miafizita álláspontot, s helyettük a katolikus és az ortodox egyház, valamint a protestáns egyházak túlnyomó többsége által ma is elfogadott diafizita álláspontot tetté hivatalossá, mely szerint Krisztusnak két természete van, ezek azonban nem külön, hanem együtt vannak jelen Krisztus egyetlen személyében.

## Egyházak
Az antikhalkedóni vagy miafizita egyházak a következők:

### Autokefál egyházak
- Etióp ortodox egyház
- Eritreai ortodox egyház
- Indiai ortodox egyház
- Kopt ortodox egyház
- örmény apostoli ortodox egyház
  - ciliciai katolikatosz (az örmény apostoli ortodox egyház autonóm részegyháza)
  - Jeruzsálemi Örmény Patriarchátus (az örmény apostoli ortodox egyház autonóm részegyháza)
  - Konstantinápolyi örmény patriarchátus (az örmény apostoli ortodox egyház autonóm részegyháza)
- Szír ortodox egyház
  - Szír malankara ortodox egyház (a Szír Ortodox Egyház autonóm részegyháza)

### Autonóm egyházak
- Francia kopt ortodox egyház (kb. 10 ezer hívő)

### Nem elismert
A többi miafizita egyház által el nem ismert egyházak:
- Malabar Független Szír Egyház (kb. 60 ezer hívő)
- Malankara Mar Thoma Szír Egyház (magát reformista miafizita hagyományúnak tartó egyház, valójában inkább szír rítusú protestáns felekezetnek tekinthető)
- Brit ortodox egyház (a kopt ortodox egyház autonóm részegyháza, kb. 10 ezer hívővel)